# Парціум

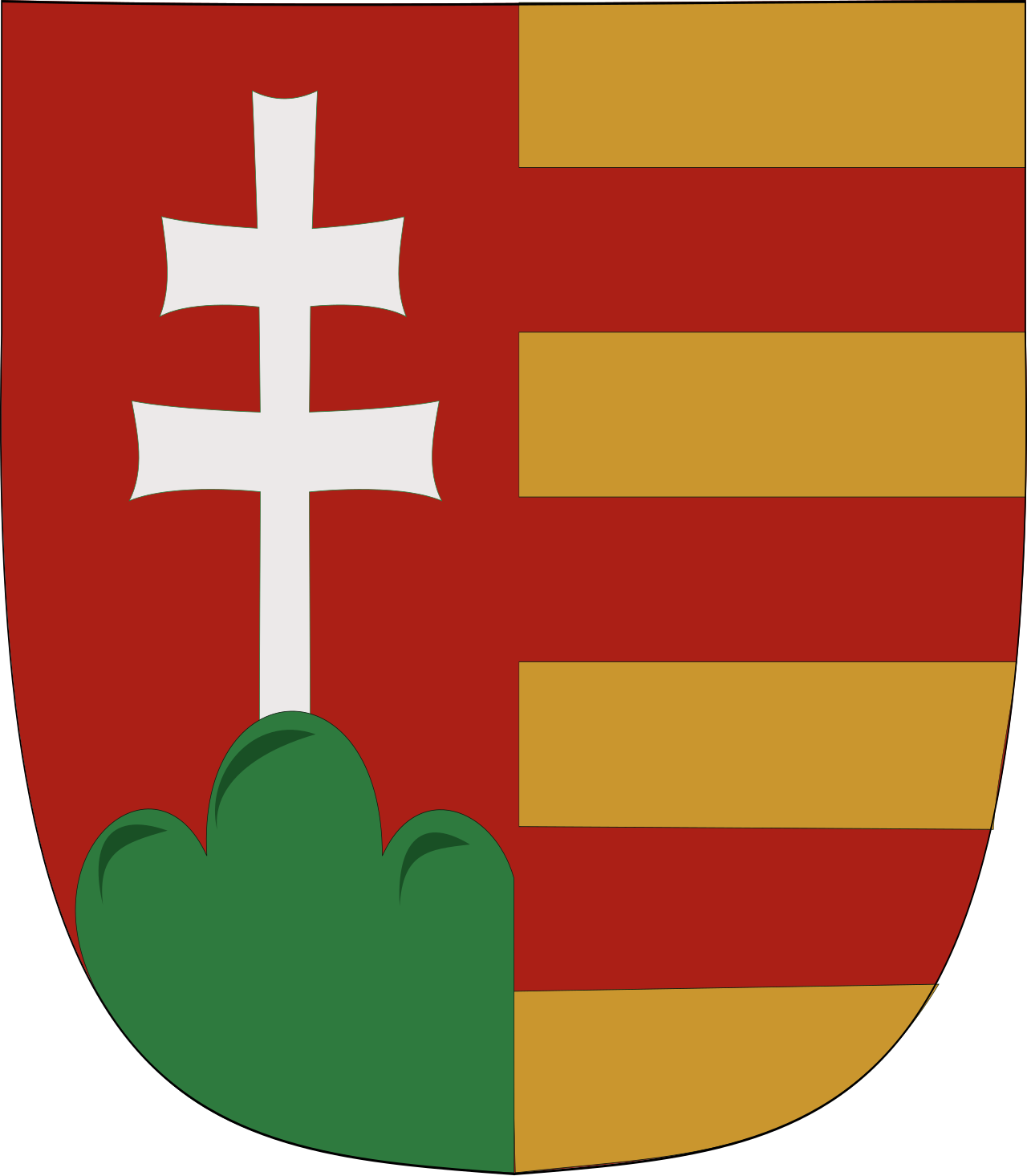
Герб Парціуму

Парціум (лат. Partium) — латинська назва регіону, даної області, розташованої на північ і захід від Трансильванії, або угорською Ре́сек (угор. Részek).

## Походження назви

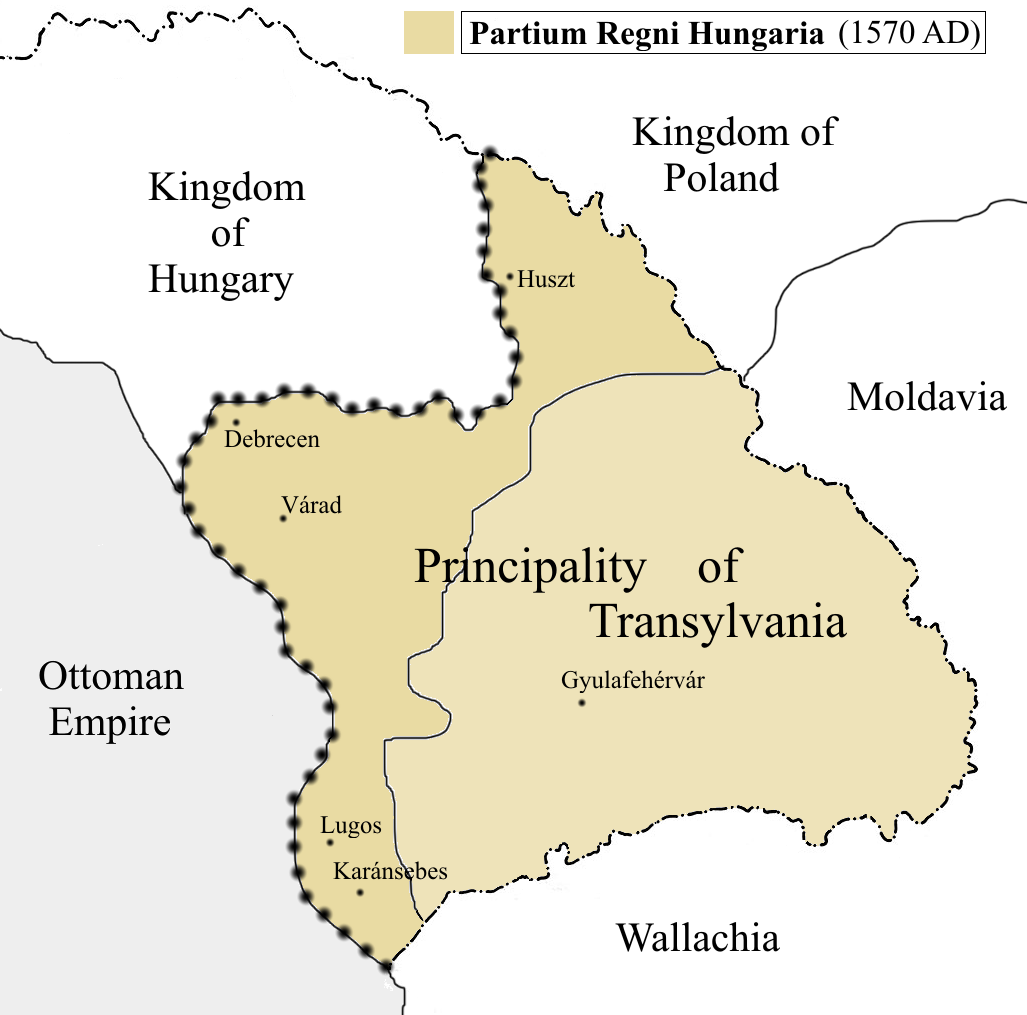
Розділ Східно-Угорського королівства в 1570 році. На Парціум, зображений в темніший колір, і Трансильванське князівство.

У 1526 році, після битви при Могачі, Угорське королівство впало під тиском турків. У 1541 році, після взяття турками Буди, Угорщина була розділена на три частини. Габсбурги отримали контроль над землями на півночі і заході (Західно-Угорське королівство), турки отримали Османську Угорщину, а в східній частині трансильванський воєвода Янош I Заполья за допомогою турків заснував Східно-Угорське королівство. 29 лютого 1528 року султан Сулейман I Пишний погодився піти на союз із Заполья, і дав йому письмові гарантії своєї підтримки.
У 1570 році Янош Жигмонд, син Яноша Заполья, відмовився від претензій на титул «Король Угорщини» на користь Максиміліана II, що претендував на цей титул з 1563 року. При цьому Янош II залишив за собою титул «князь Трансильванії».
У 1571 році в Шпаєрі була підписана угода, згідно з якою Янош II відмовлявся від титулу «Король Угорщини», а для нього створювалося нове герцогство: «Joannes, serenissimi olim Joannis regis Hungariae, Dalmatiae, Croatiae etc. filius, Dei gratia princeps Transsylvaniae ac partium regni Hungariae». Звідси і пішла назва Partium.
З підписанням договору в Шпаєрі Східно-Угорське королівство припинило своє існування, розділившись на Герцогство Partium і Трансильванське князівство.

## Географічне розташування
Спочатку Partium складався з комітатів Мармарош, Сіладь і Біхар, а також регіону Ковар. У Парціум були також включені Серені і східний Заранд, які управлялися Заполья, але формально не були частиною Трансильванії.
Трансильванське князівство перебувало під постійною загрозою нападу як Габсбургів, так і Османської імперії. У 1660 році турки захопили Парціум, але до кінця століття він знову став трансильванським, щоб згодом увійти в домен Габсбургів (фактично — з 1686 року, юридично — з 1699, після підписання договору з Османською імперією).
У XVIII столітті назва Partium використовувалося для позначення меншого регіону, що складався з Сіладі, Ковара і Заранда, але офіційної адміністративною одиницею він не був.
З 1867 року, після австро-угорської угоди, землі Partium увійшли до складу транслейтанскої частини Австро-Угорщини.

## Сьогоднішнє становище
Після розпаду Австро-Угорщини наприкінці Першої світової війни приблизно 60 % території Парціума стало частиною Румунії, 20 % — Угорщини, і 20 % — Чехословаччини (нині ця територія належить Україні і відповідає Північній Мармарощині в Закарпатській області).
У сучасній Угорщині термін «Partium» використовується тільки стосовно угорської частини регіону